# Phyllotis haggardi
Phyllotis haggardi és una espècie de mamífer rosegador de la família dels cricètids. És endèmic dels Andes equatorians, on viu a altituds d'entre 2.500 i 4.500 msnm. Els seus hàbitats naturals probablement són els mateixos que els dels seus parents propers (matollars, herbassars i afloraments rocosos). És una espècie en risc mínim, és a dir, no sembla que hi hagi cap amenaça significativa per a la seva supervivència.
L'espècie fou anomenada en honor del diplomàtic britànic William Henry Doveton Haggard.